# Alfred Kneschke
Alfred Kneschke (* 15. Juni 1902 in Altlöbau; † 24. November 1979 in Freiberg) war ein deutscher Mathematiker, Diplomingenieur und Hochschullehrer.

## Leben und Ausbildung
Der Arbeitersohn Kneschke schloss 1922 seine Seminarausbildung zum Volksschullehrer ab und absolvierte gleichzeitig das Abitur. Nach einem vierjährigen Studium an der TH Dresden war er Diplomingenieur für Technische Physik und promovierte mit einer Arbeit aus der angewandten Mathematik zum Dr.-Ingenieur. Von 1926 bis 1930 war er Assistent von Max Otto Lagally. Im Alter von 27 Jahren hat er sich an der TH Dresden habilitiert und die wissenschaftliche Prüfung für das höhere Schulamt abgelegt. 1930 ging er in den Schuldienst, lehrte aber gleichzeitig als Privatdozent an der TH Dresden. Zum 1. Mai 1933 trat er der NSDAP bei (Mitgliedsnummer 2.433.429) und unterschrieb im November 1933 das Bekenntnis der deutschen Professoren zu Adolf Hitler. Kneschke war Lehrer für Mathematik und Physik an der Höheren Versuchsschule (Dürerschule) in Dresden, dann Mathematik-Dozent an der Staatlichen Akademie für Technik in Chemnitz. Als Oberstudiendirektor leitete er dann die Oberrealschule in Meerane. 1938 erhielt er den Titel „außerordentlicher Professor“. 1939 wurde er eingezogen und arbeitete während des Zweiten Weltkriegs als Kryptoanalytiker in der Inspektion 7 Gruppe VI des Oberkommandos des Heeres (OKH/In 7/VI). 1945 wurde er im Zuge der Entnazifizierung aus dem öffentlichen Dienst Sachsens entlassen.
In Meerane lernte er Elektromonteur und arbeitete als Geselle. Ab 1950 durfte er wieder als Mathematiker tätig sein, zunächst im VEB Carl Zeiss Jena. Bereits 1951 wurde er als Professor an die Bergakademie Freiberg gerufen. Hier leitete er erst das Institut für Technische Mechanik, von 1953 bis zu seiner Emeritierung 1967 das Institut für Angewandte Mathematik. Er baute die Fachrichtung Mathematik an der Bergakademie auf. Seine Lehrbücher waren gefragt und wurden wiederholt aufgelegt, sie erschienen auch im Westen als Lizenzausgaben.

## Schriften
- (mit Horst Teichmann): Beitrag zur systematischen Aufstellung der Analogien zwischen linearen Gleichungssystemen und Integralgleichungen,[4] Springer-Verlag, Zeitschrift für Physik, Band:57, Ausgabe:5-6, S. 394–402, 1929
- Differentialgleichungen und Randwertprobleme, 3 Bände, Leipzig 1957, 1960 und 1962
- Technische Mechanik, mit Dieter Rüdiger, 3 Bände, Leipzig 1960, 1962 und 1964
- Technische Mechanik für Bergbau, Hüttenwesen und verwandte Gebiete, (für das Fernstudium), 1952 ff.